# Ванников, Борис Львович
Бори́с Льво́вич Ва́нников (26 августа [7 сентября] 1897, Бакинская губерния — 22 февраля 1962, Москва) — советский государственный и военный деятель, один из главных организаторов советской атомной программы.
В 1945—1953 — начальник Первого главного управления при СНК СССР (с 1946 года — при Совете министров СССР — организация производства ядерного оружия). Трижды Герой Социалистического Труда (1942, 1949, 1954). Лауреат двух Сталинских премий (1951, 1953). Генерал-полковник инженерно-технической службы (1944). Член ЦК ВКП(б) и ЦК КПСС (1939—1961). Депутат ВС СССР 2-го созыва (1946—1950).

## Биография
Родился селении Биби-Эйбат  Бакинского уезда (пригород Баку) в многодетной еврейской семье рабочего-нефтяника Льва Наумовича Ванникова (ум. в 1913/14). Мать, Тамара Зиновьевна Ванникова, была домохозяйкой, а после смерти мужа работала портнихой. Подростком после окончания начальной школы учился в четырехклассном городском училище Баку в бухгалтерском классе (окончил в 1913 году) и поступил в Бакинское Александровское среднее механико-строительное техническое училище, которое окончил с отличием; был рабочим на нефтепромыслах, затем на дорожном строительстве, также слесарем на заводе.
Б. Е. Черток описывал Б. Л. Ванникова следующим образом:

Борис Львович был очень колоритной фигурой. Невысокого роста, очень подвижный, типичной еврейской наружности, иногда грубовато циничный, иногда очень резкий, а где надо и доброжелательный, он обладал совершенно незаурядными организаторскими способностями

### Революционная деятельность
В 1916 вступил в Партию социалистов-революционеров, но в 1917 году вышел из неё. В 1917 году служил младшим десятником на строительстве дорог на Кавказе. Окончил Бакинское политехническое училище (механическое отделение; 1918). В 1918—1919 годах служил в РККА и воевал на Кавказе. В 1919 вступил в РКП(б). В 1919—1920 годах находился на подпольной партийной работе в Баку, а затем в Тифлисе.
В 1920 году вновь был направлен на работу в Баку, который к тому времени уже был под контролем большевистской власти, работал сотрудником при старшем инспекторе Наркомата Рабоче-крестьянской инспекции (РКИ) РСФСР.
В 1920 году переехал в Москву, с 1921 года — старший инспектор, с 1924 года — заместитель управляющего экономической инспекцией Наркомата РКИ РСФСР. Одновременно учился в Московском высшем техническом училище имени Н. Э. Баумана (на заочном отделении механического факультета; окончил в 1926 году).

### Руководство промышленностью
С 1927 года — инженер, начальник цеха, технический директор завода сельскохозяйственного машиностроения в Люберцах. В 1930—1933 годах начальник отдела автотракторного машиностроения — заместитель начальника Главного управления сельскохозяйственного машиностроения ВСНХ СССР. В 1933—1936 годах — директор Тульского оружейного завода. В 1936 году — директор машиностроительного завода в Перми.
В 1936—1937 годах — начальник Главного артиллерийско-танкового, в 1937 году — танкового управления Наркомата оборонной промышленности СССР.
С декабря 1937 года — заместитель народного комиссара оборонной промышленности СССР.
В январе 1939 года — июне 1941 года — Народный комиссар вооружения СССР. Нарком авиапромышленности СССР Шахурин А. И. в своих воспоминаниях положительно отзывается о предвоенной работе Ванникова на этом посту.
7 июня 1941 года нарком Ванников был арестован, а на его место был назначен директор ленинградского завода «Большевик» Д. Ф. Устинов.
А. И. Шахурин в книге воспоминаний «Крылья Победы» так описывает ситуацию с арестом Ванникова:

Высоко ценя Бориса Львовича как работника, Сталин поначалу решил не арестовывать его, а поручил Маленкову и Берии встретиться с ним и предложить рассказать обо всём чистосердечно. В этом случае он будет прощён и оставлен на своём посту. Состоялись две такие встречи. И конечно, Ванников ничего не мог сказать о своих занятиях «шпионажем»: встречался с иностранными представителями, но по поручению правительства и в интересах страны. Сталин не поверил.

На допросах, которые длились до 17 июля он подвергался избиениям и пыткам.
14 августа 1941 года Ванников был освобождён из заключения и назначен заместителем народного комиссара вооружения.
Б. Е. Черток в своих воспоминаниях рассказал историю освобождения Б. Л. Ванникова. Когда через месяц с начала войны обнаружились большие перебои с поставками боеприпасов в войска, И. В. Сталин поинтересовался у Л. П. Берии судьбой Ванникова. Тот содержался во внутренней тюрьме на Лубянке, откуда его срочно доставили к вождю. Состоялась долгая беседа, в ходе которой Сталин предложил Ванникову пост наркома боеприпасов и просил «обиды за случившееся не держать» и что сам Сталин тоже сидел в тюрьме, на что Ванников ответил «Вы, товарищ Сталин, сидели у врагов, а я у своих». Есть также утверждение сына Микояна Серго об отце, «он принял участие и в том, что в начале войны Б. Л. Ванникова прямо из тюрьмы доставили в кабинет к Сталину и назначили наркомом вооружений».
С 16 февраля 1942 года по январь 1946 года — Народный комиссар боеприпасов СССР.
Организовывал обеспечение РККА и ВМФ боеприпасами всех видов и калибров. В конце 1942 года выпуск боеприпасов втрое превысил их производство в 1941 году, а в 1943 году по сравнению с 1941-м производство возросло вчетверо. При этом советским специалистам удалось удешевить производство, улучшить качество, баллистические данные снарядов. В результате с 1943 года действующая армия не испытывала недостатка в снарядах, что способствовало скорейшему достижению победы в войне. С середины 1943 года производство боеприпасов было переведено на поточный метод.
За работу на этом посту Ванников был награждён званием Героя Социалистического Труда, а в 1944 году ему было присвоено звание генерал-полковника.
Был освобождён от обязанностей народного комиссара боеприпасов Распоряжением ГКО СССР от 20 августа 1945 года № 9887сс/ов «О специальном комитете [по использованию атомной энергии] при ГКО» (пункт 10) в связи с переходом на должность начальника Первого главного управления при ГКО СССР.
По совместительству в январе — июне 1946 года — народный комиссар (с марта 1946 года — министр) сельскохозяйственного машиностроения СССР (в этот наркомат с окончанием Великой Отечественной войны был преобразован Наркомат боеприпасов СССР). Министерства сельскохозяйственного машиностроения СССР в то время не существовало. Назначение Ванникова Б. Л. министром несуществующего министерства было режимным прикрытием его деятельности в Первом главном управлении.

### Руководитель атомного проекта
В 1945—1953 годах играл важную роль в работах по созданию в СССР атомной бомбы, а затем и производству ядерного оружия. Б. Л. Ванников показал свои деловые качества во время войны и по мнению участников проекта был самым подходящим кандидатом для должности создателя атомной отрасли промышленности СССР.

#### Специальный комитет
В Специальном комитете атомного проекта Ванников был заместителем Л. П. Берии и отвечал за инженерно-технические работы в проекте, одновременно занимая ряд постов:
- был председателем Технического совета, отвечавшего за общее соблюдение технологий и поиск решений, необходимых для создания оружия;
- был начальником Первого главного управления, которое занималось строительством и управлением создающейся отрасли[11].

Ванников принял дела у наркома химической промышленности М. Г. Первухина и далее работал с ним в рамках атомного проекта, оставив его в Специальном комитете и поручая Первухину задачи по проектированию и сооружению отдельных предприятий. Сам Ванников отвечал за выбор места строительства заводов № 813, № 814 и № 817, а также за сроки ввода в строй этих производств:
- предложение по месту строительства завода № 817 (современный «Маяк») было утверждено 30 ноября 1945 года; его подписали Б. Л. Ванников, И. В. Курчатов, А. П. Завенягин и Н. А. Борисов;
- предложение по месту строительства завода № 813 (современное ОАО «УЭХК») было утверждено 30 ноября 1945 года; его подписали Б. Л. Ванников, И. К. Кикоин, А. П. Завенягин и Н. А. Борисов.

Также в составе комиссии (Б. Л. Ванников, Н. А. Борисов и А. И. Алиханов) разработал проект постановления Совета Народных комиссаров СССР о создании Лаборатории № 3 Академии наук СССР (современный ИТЭФ). Проект был принят с поправками И. А. Бенедиктова на заседании Специального комитета 30 ноября 1945 года. Готовый документ был выпущен как постановление СНК СССР от 1 декабря 1945 года № 3010-895сс «Об организации Лаборатории № 3 Академии наук СССР».
В 1945 году Б. Л. Ванников вошёл в состав комиссии под руководством члена Государственного комитета обороны А. И. Микояна: Председатель Госплана СССР Н. А. Вознесенский, Нарком электропромышленности СССР И. Г. Кабанов, Б. Л. Ванников, Заместитель наркома внутренних дел А. П. Завенягин, Заместитель Председателя Госплана СССР Н. А. Борисов. Комиссии было поручено курировать обеспечение ногинского завода № 12 (современное ОАО «Машиностроительный завод», Электросталь) оборудованием для плавки урановой руды. Этот завод был обеспечен вакуумными высокочастотными электропечами, вывезенными из Германии, а также закупленными по импорту, в этих печах выплавлялись урановые стержни для реактора Ф-1.
В рамках ПГУ для разработки технологии обогащения урана электромагнитным способом было создано СКБ при заводе «Электросила», проект постановления о создании СКБ готовили Б. Л. Ванников, нарком электропромышленности СССР И. Г. Кабанов и представитель Госплана Н. А. Борисов. После доработки документ вышел в виде Постановления СНК СССР от 27 декабря 1945 года № 3176-964сс «Об организации Особого конструкторского бюро по проектированию электромагнитных преобразователей при заводе „Электросила“ Наркомэлектропрома».

#### Подготовка кадров
В рамках атомного проекта Ванников занимался также кадровыми вопросами. 30 ноября 1945 года по распоряжению Л. П. Берии М. Г. Первухин, В. А. Малышев, Б. Л. Ванников и А. П. Завенягин комплектовали научными и инженерными кадрами секции совета, подбирали экспертов для решения отдельных вопросов. В 1947 году для закрытия потребности в специалистах атомного проекта под его руководством в ряде ВУЗов СССР первым управлением была создана сеть специальных факультетов.
Руководил этими работами вместе с И. В. Курчатовым. Один из участников «атомного проекта» И. Н. Головин позднее вспоминал: «Б. Л. Ванников и И. В. Курчатов как нельзя лучше дополняли друг друга. Курчатов отвечал за решение научных задач и правильную ориентацию инженеров и работников смежных областей науки, Ванников — за срочное исполнение заказов промышленностью и координацию работ». Эту точку зрения разделял и участник работ по созданию ракетно-космической отрасли Б. Е. Черток.

#### В министерстве среднего машиностроения
К концу 1947 года Б. Л. Ванников тяжело заболел, и с 1 декабря на должность его первого заместителя был назначен министр химической промышленности М. Г. Первухин, который занимал этот пост до 1 декабря 1949 года.
В 1953—1958 годах — первый заместитель министра среднего машиностроения СССР (министерство ведало производством атомного оружия).
В 1954 году за руководство при создании водородной бомбы он был удостоен третьей Золотой Звезды.
С 1958 года — на пенсии.
Скончался 22 февраля 1962 года в Москве. Урна с его прахом погребена в Кремлёвской стене на Красной площади.
Мемуары Ванникова под названием «Записки наркома» были уже набраны в типографии в 1960-е, но так и не были опубликованы в то время. Их публикация состоялась спустя два десятилетия, в конце 1980-х годов, в журнале «Знамя».

### Партийная и советская деятельность
В 1939—1961 годах — член ЦК ВКП(б), ЦК КПСС.
Депутат Верховного Совета СССР 2 созыва (1946—1950).

### Семья
Супруга — Ревекка Львовна Ванникова (1900—1982). Похоронена на Кунцевском кладбище.
Сын — Рафаил Борисович Ванников (27 января 1922 — 31 июля 2008) — полковник Советской Армии, руководитель военной приёмки МКБ «Факел». Участник Великой Отечественной войны с декабря 1942 года. Приказом № 7 от 07.01.1944 ВС 3-й ВА инженер-капитан Ванников награждён орденом Отечественной войны 2-й степени за отличное снабжение лётных частей армии боеприпасами и вооружением. Жена — Елена Михайловна Ванникова (род. 1925), кандидат технических наук.
Две внучки.  Наталья Рафаиловна Ванникова (род. 1949).

## Награды
- Трижды Герой Социалистического Труда (03.06.1942; 29.10.1949; 04.01.1954)
  - 1942 — Указом Президиума Верховного Совета СССР «О присвоении звания Героя Социалистического Труда товарищам Быховскому А. И., Ванникову Б. Л., Гонор Л. Р., Еляну А. С., Новикову и Устинову Д. Ф.» от 3 июня 1942 года «за выдающиеся заслуги в деле организации производства, освоение новых видов артиллерийского и стрелкового вооружения и умелое руководство заводами»[17]
- Шесть орденов Ленина (23.02.1939; 03.06.1942; 05.08.1944; 06.09.1947; 11.09.1956; 16.09.1957)
- Орден Суворова I степени (16.09.1945)
- Орден Кутузова I степени (18.11.1944)
- Медаль «За оборону Москвы»
- Медаль «За победу над Германией в Великой Отечественной войне 1941—1945 гг.»
- Медаль «За победу над Японией»
- Медаль «40 лет Вооружённых Сил СССР»
- Медаль «В память 800-летия Москвы»
- Сталинская премия (06.12.1951)
- Сталинская премия (31.12.1953)

## Память
- Бюст трижды Героя Социалистического Труда установлен на его родине, в Баку (1982, скульптор Д. Народицкий).
- В Баку на доме, где жил Б.Л. Ванник, установлена мемориальная доска[18].
- Его имя присвоено машиностроительному заводу «Штамп» в Туле.
- В Москве по адресу Большой Казённый переулок, дом № 7, где он жил с 1949 по 1962 год, в 1987 году установлена памятная доска (скульптор Л. Т. Гадаев, архитектор В. Н. Ситниченко).
- В Челябинске на здании, в котором располагался Народный комиссариат боеприпасов СССР по адресу: улица Воровского, дом 2, в 2015 году открыта мемориальная доска[19].
- 2 ноября 2023 года в Туле на доме №2 по улице Союзной, где жил Б.Л. Ванников, когда в 1933-1936 годах возглавлял Тульский оружейный завод, была открыта памятная доска[20].
- 22 ноября 2024 года в НИЯУ МИФИ был открыт памятник на аллее нобелевских лауреатов.
- Персонаж российского художественного сериала «Бомба» (актер Владимир Богданов).